# Chapelle Saint-Nicolas de Thynes
La chapelle Saint-Nicolas (également appelée crypte romane de Thynes) est un édifice religieux catholique de style roman se trouvant dans l’ancien cimetière de Thynes, un village au nord-est de la ville de Dinant en Belgique. La chapelle, avec crypte, est le sanctuaire de l’ancienne église démolie au XIXe siècle pour être remplacée, ailleurs, par une autre église paroissiale. Le culte n’y est plus célébré. 

## Histoire
Le domaine féodal de la famille de Thynes, devenu aujourd’hui une ‘ferme-château’ comprenait au XIe siècle une église. D’après les vestiges qu'il en reste elle aurait été construite au XIe siècle, peut-être en 1069, sous le patronyme de Saint-Georges.
L’église qui était paroissiale et avait son cimetière alentour, fut démolie au XIXe siècle pour être remplacée par une autre, à quelques distance de là. C’est la nouvelle église paroissiale Saint-Nicolas, ouverte au culte en 1875.
De l’ancienne église furent conservés pour leur valeur archéologique le sanctuaire et sa crypte romane. Le cimetière entouré d’un muret de pierre est désaffecté : il compte quelques croix du XVIe siècle. La chapelle et sa crypte romane furent classés au patrimoine de Belgique le 22 février 1938.

## Description
- La chapelle, sanctuaire de l’ancienne église, est percée de cinq fenêtres en plein cintre et se termine par une abside semi-circulaire. Les murs extérieurs sont percés de grandes arcatures aveugles encadrant les baies.

- La crypte, datant du XIe siècle, est la partie la plus intéressante. De style roman elle forme un carré presque parfait. Sa seule ouverture est une petite fenêtre en plein cintre sous laquelle se trouve l’autel. Le chevet est plat (au contraire de la chapelle que la crypte soutient). Deux niches sont creusées dans le mur de part et d’autre de cette fenêtre. Deux escaliers qui se trouvaient à l’extrémité des nefs latérales de l’ancienne église donnent accès à la crypte avec, de l’un à l’autre, un banc de maçonnerie.

## Visites
Près d’un siècle et demi après la démolition de l'église dont elle faisait partie (1875), la crypte attend toujours une restauration digne de ce nom. Différents projets élaborés et discutés n’ont jamais abouti. 
Des visites guidées sont organisées les après-midis des samedi et dimanche et sur rendez-vous. 